# Орловка (Сумская область)
Орловка (укр. Орлівка) — село, Орловский сельский совет, Ямпольский район, Сумская область, Украина.
Код КОАТУУ — 5925683001. Население по переписи 2001 года составляло 1083 человека.
Является административным центром Орловского сельского совета, в который, кроме того, входят сёла Ржаное и Шевченково.

## Географическое положение
Село Орловка находится на левом берегу реки Свесса, выше по течению на расстоянии в 1 км расположен пгт Свесса, ниже по течению на расстоянии в 4,5 км расположен пгт Ямполь.
По селу протекает пересыхающий ручей с запрудой.

## История
- Первое датированное упоминание о селе Орловка относится к 1647 году.

## Экономика

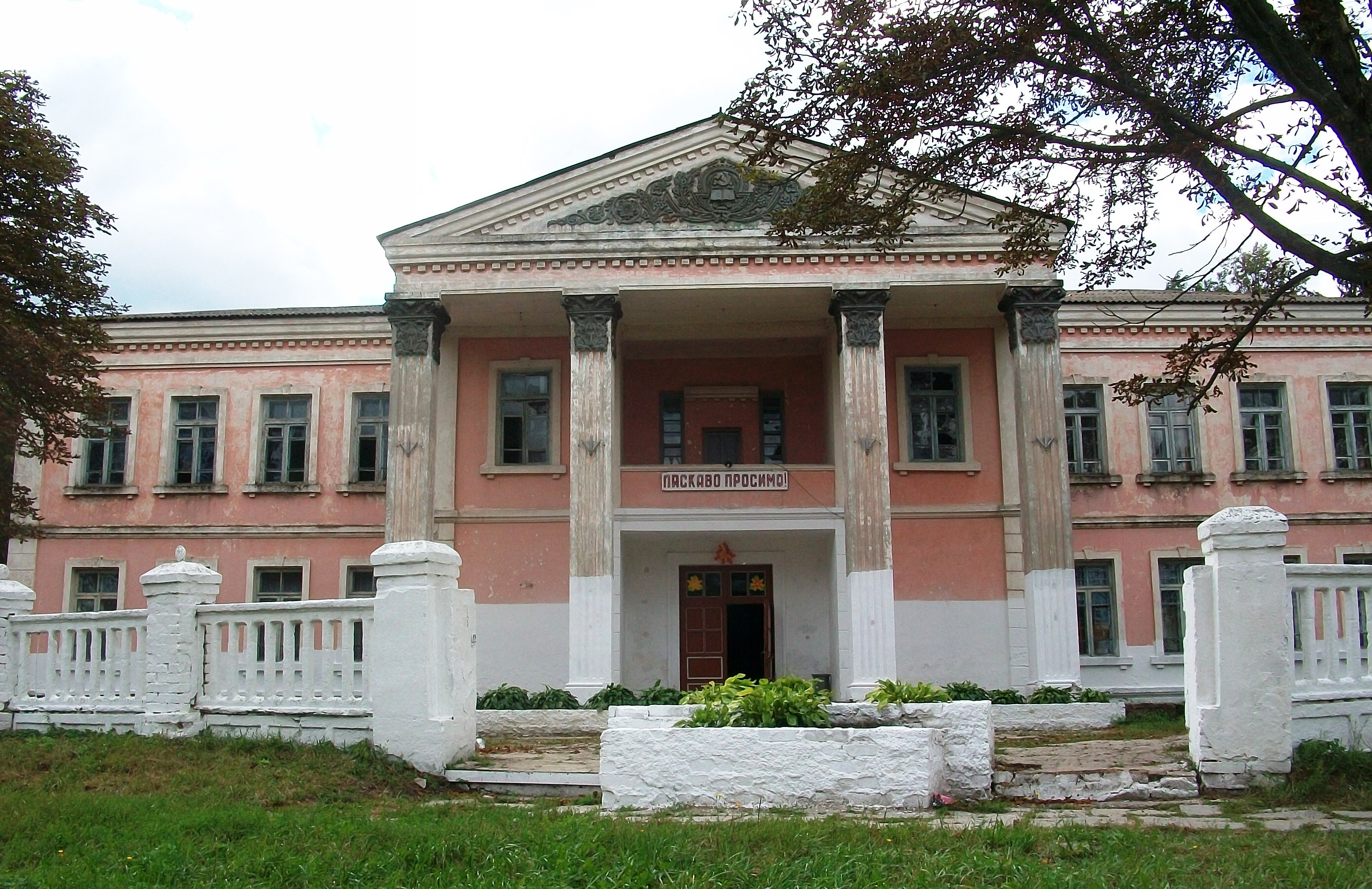
Дом культуры

- ООО Агрофирма «Орловская».

## Объекты социальной сферы
- Школа.
- Дом культуры.